# Educação feminina ao longo da história

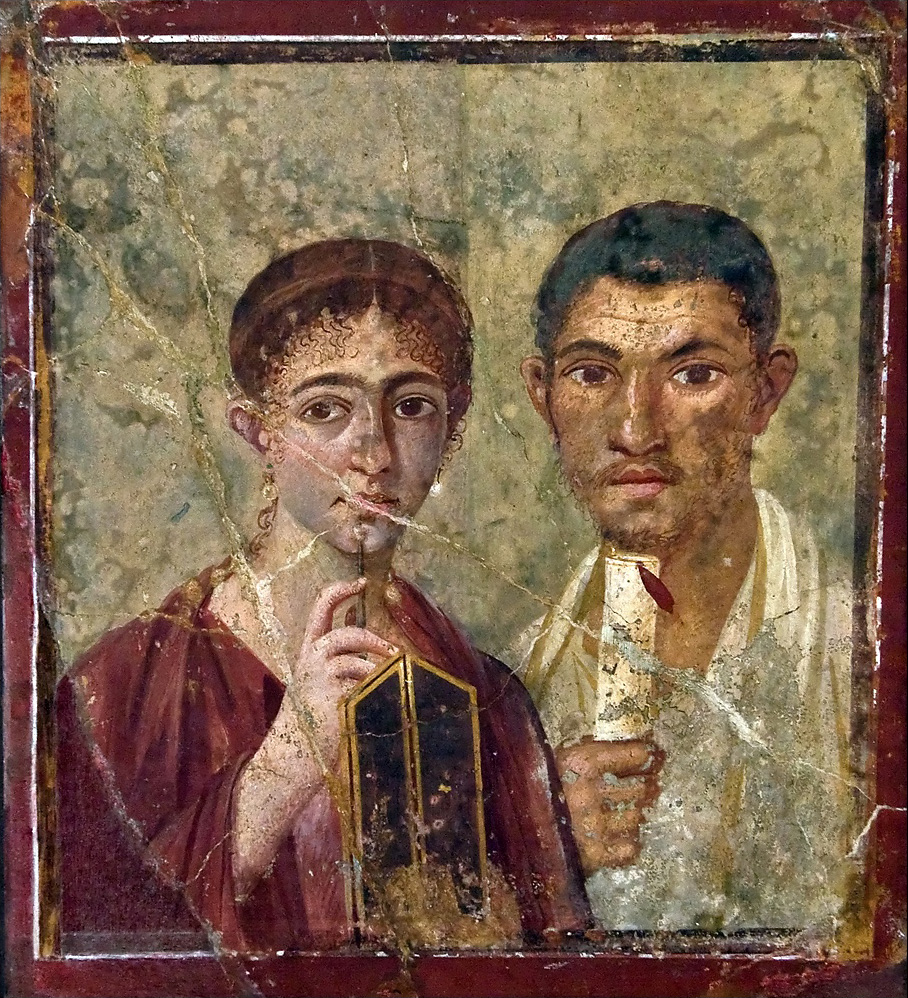
Casal retratado em uma pintura da cidade de Pompeia na Roma antiga.

Educação feminina ao longo da história é um termo que abrange um complexo de temas, questões e debates em torno da educação para as mulheres. Entre estes temas estão o acesso à educação, além das questões que envolvem a educação segregada e a educação religiosa, educação formal, e educação informal.A discussão é bastante ampla, e não fica restrita a termos estreitos de referência.

## Roma antiga
Na Roma antiga o acesso a educação das mulheres assim como dos homens dependia da classe social a qual pertencia. As mulheres e os homens tinham acesso a educação primaria, as garotas de classe social alta podiam ter acesso a um tutor particular, geralmente um escravo de origem grega ou romana, mas tambem podia ser um parente como no caso de Perilla, que foi ensinada na arte da poesia por seu pai o celebre poeta Ovidio, e Hortencia que foi ensinada na arte da retorica e oratoria gregas, por seu pai o celebre orador romano Hortencio Hortalus, as  mulheres que nasciam em uma classe social menor podiam desfrutar de aulas publicas, em classes mistas assim como ocorre hoje em dia.
Na Roma antiga ao contrario do que se imagina, o letramento ou seja ser alfabetizado(a) era visto como uma qualidade admirável, tanto para os homens quanto para as mulheres, podemos notar isso claramente nos afrescos da roma antiga que sobreviveram aos dias de hoje e representam mulheres e homens segurando objetos que indicavam o letramento, esses objetos podiam ser um Papiro, um Tablete de argila ou outros. 

## Grécia antiga

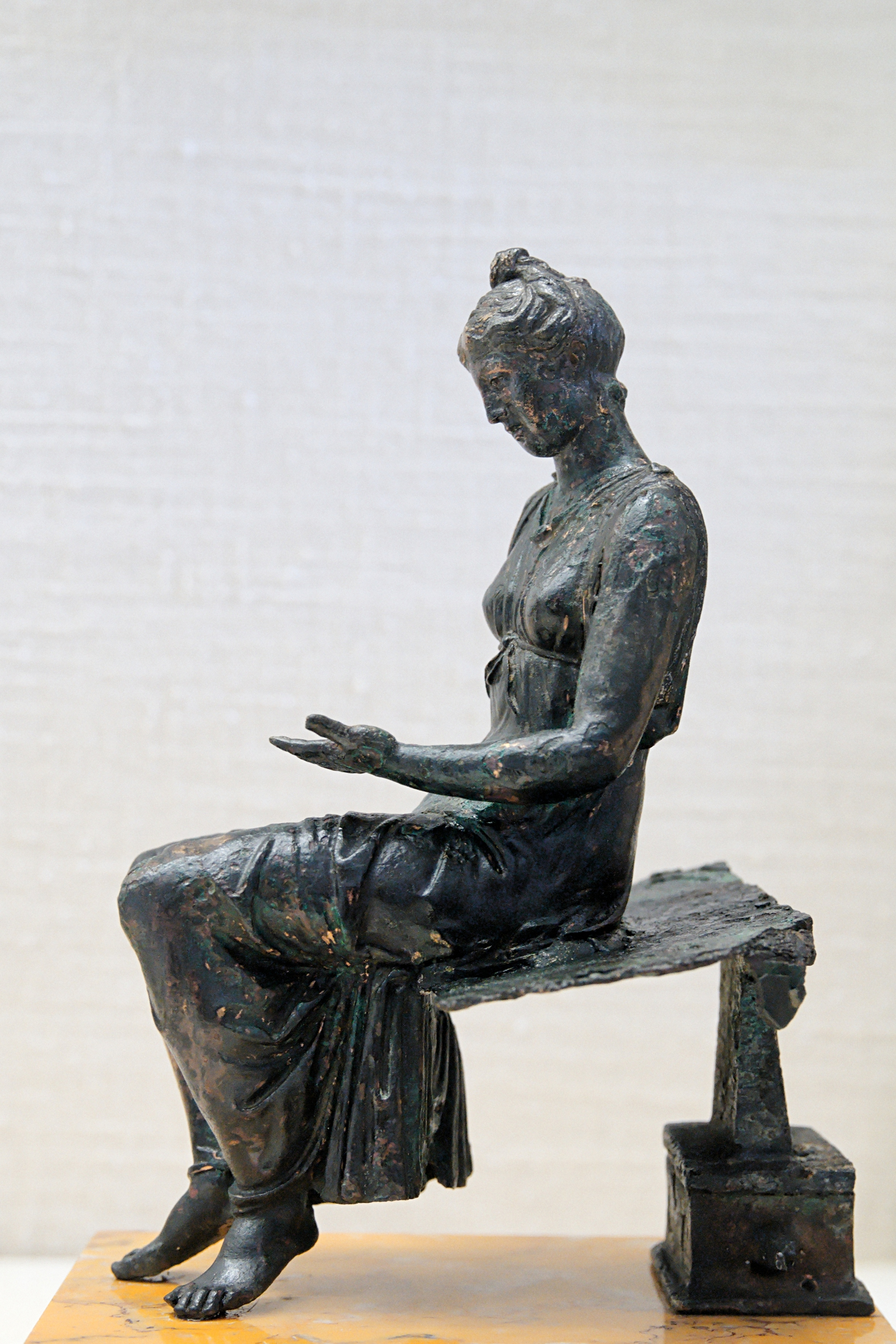
Estatueta romana, representando uma mulher lendo, em estilo Helenistico.

Na Grécia antiga, as meninas também tinham a oportunidade de ter acesso a algum tipo de educação, sabemos que algumas mulheres principalmente da elite, foram incentivadas por seus pais a se dedicar aos estudos, embora as mesmas preferissem se dedicar a outros assuntos. Algumas escolas filosóficas, permitiam a participação de mulheres como observadoras, alunas e até professoras, um exemplo  disso são as academias de Cirene, de Atenas e a escola filosófica do pensador Estilpo, Segundo Ateneo de Naucratis, mulheres famosas do século IV a.C como as hetaira Glícera e Nicarete de Megara, foram discípulas do filosofo grego Estilpo, cuja academia era aberta a participação de mulheres.
Alem de Hetairas, encontramos mulheres atuando como Filosofas, Professoras, Poetisas, Escribas, e outras áreas, que demandavam ter uma instrução educacional mais elevada.
A exemplo disso temos a filosofa Areta de Cirene, ainda criança seu talento para a filosofia foi incentivado por Aristipo seu pai que era discípulo de Platão, ela teve acesso a melhor educação  de sua época tendo contato com alguns dos filósofos mais importantes do século IV a.C. Quando adulta ela passou a dar aulas de retorica e oratória na academia de Atenas, e depois assumi a liderança da academia filosofia de Cirene que tinha sido fundada por seu pai, o respeito que os antigos gregos tinham por ela era tão grande que pelo menos 120 filósofos se orgulhavam de terem sido seus discípulos.
A filosofa Fintis de Esparta, escreveu um tratado sobre a maneira que as mulheres deveriam se comportar, foi aluna da academia Pitagórica, nesse tratado entre vários temas, ela afirma que existem papeis sociais que só cabem aos homens, assim como papeis sociais que cabem apenas as mulheres, porem a educação era algo que cabia a ambos os sexos.
Varias mulheres gregas se dedicaram a poesia, entre elas podemos destacar : Telessila de Argos, Mirtis de Antedônia, Corine de Tanagra, Erina de Tenos, Boeo de Delfos, Anita de Tegea, Hestieia, entre outras, assim como os homens, as mulheres poetisas atuavam em diversos lugares, principalmente em cerimonias religiosas e competiam nos concursos musicais, como nos Jogos Pitianos, que eram organizados em honra ao deus Apolo, neles as poetisas competiam ao lado dos poetas homens, e algumas delas ficaram famosas por seus poemas, dizem que o famoso poeta Pindaro, foi aluno e amigo da poetisa Corine de Tanagra, que lhe deu alguns conselhos sobre poesia.

## Europa renascentista
Filósofos Humanismo, desde a idade média tem defendido a educação feminina, tanto quanto defendiam a educação masculina, pensadores como Juan Luis Vives,  Agricola e a filosofa Laura Cereta por exemplo, defendiam que as mulheres deveriam receber uma boa educação,Vives chegou a escrever uma obra sobre a instrução da mulher cristã, lembrando que nesta época a maioria das pessoas independente do sexo não tinham acesso a educação formal. 

## Europa Iluminista
O iluminismo, movimento cultural que nasce na Europa durante a Modernidade, rompe com a maneira de se pensar e traz novas ideias sobre liberdade e intelectualidade. Os iluministas possuíam varias formas de refletir sobre o status quo e o que deveria ser mudado na sociedade, porém o progresso do homem e da humanidade era uma base comum a todos. Portanto, a visão Iluminista coloca o homem enquanto sujeito que é capaz de efetuar mudanças e vê a humanidade caminhando de forma progressiva para uma sociedade ideal. Mas enquanto o homem é colocado como sujeito racional, a mulher é vista de forma diferente.

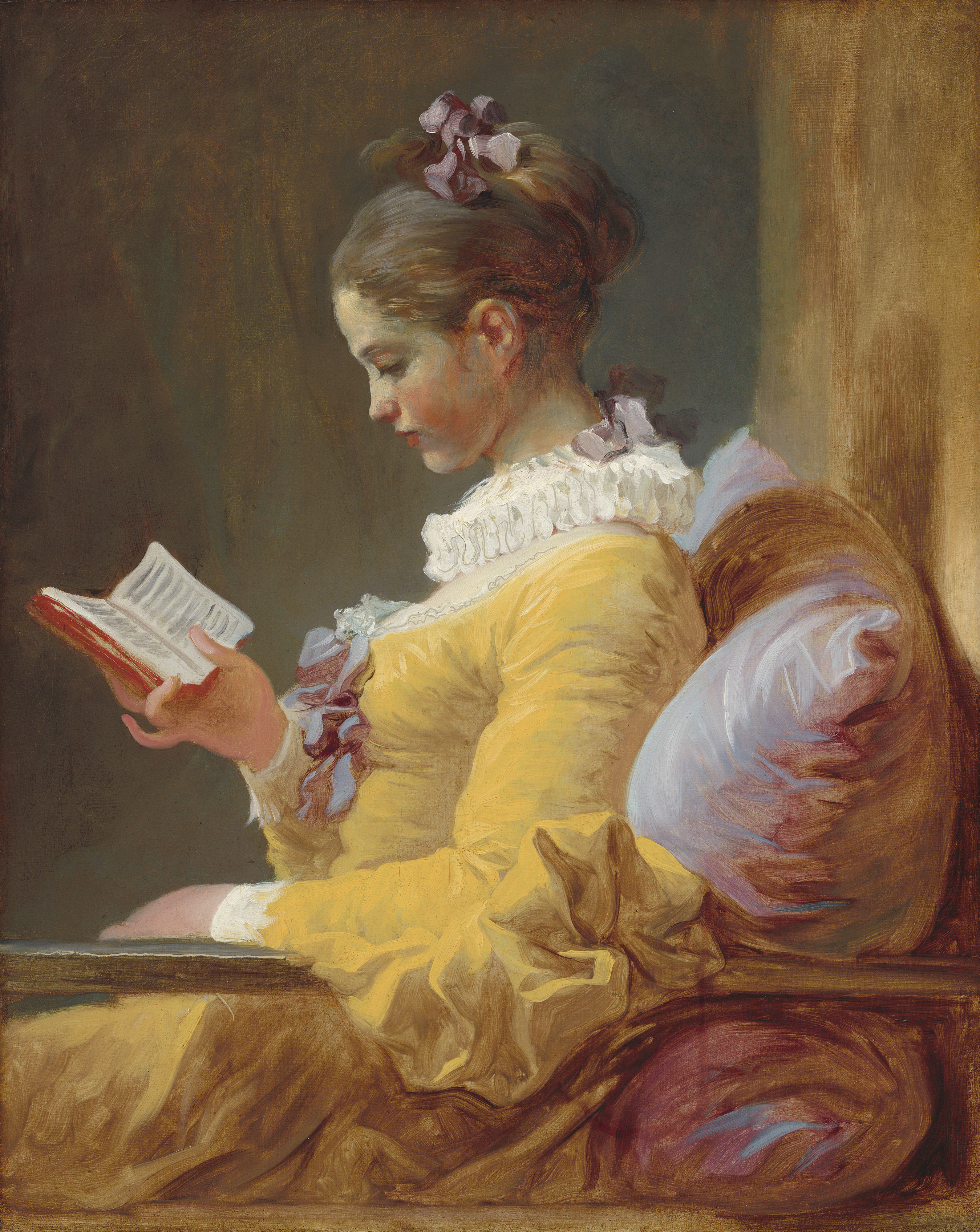
Jean-Honoré Fragonard, Young Girl Reading, c. 1770.

No século XVIII, entendia-se que homens e mulheres eram de naturezas distintas. O homem era visto como ser racional, já a mulher era o lado emocional e sentimental. Seres do sexo feminino eram entendidos como não possuindo habilidades racionais para tomar grandes decisões que pudessem intervir na vida pública e, por isso, o lugar das mulheres era na vida doméstica, no lar. O papel social da mulher era no espaço privado, agindo como esposa e mãe é que ela poderia colaborar com o progresso na sociedade ao prestar seu serviço na formação de novos cidadãos e apoiando seus maridos.
Mesmo que a concepção iluminista de progresso estivesse ligada à educação, muitos filósofos iluministas não viam muito sentido nas mulheres serem educadas e quando aprovavam a ideia de mulheres estudarem, apoiavam que fosse com duração menor do que a dos homens e com conteúdo diferenciado. No século XVIII, a educação das mulheres era voltada a ter um bom casamento, assim, elas aprendiam as graças e os talentos para os salões, e não os conhecimentos eruditos.

### Mary Wollstonecraft e o modelo educacional feminino
Mary Wollstonecraft e outras filósofas iluministas propunham que todas as mulheres fossem educadas em um novo modelo, prezando a intelectualidade ao invés da futilidade das prendas de salão. Wollstonecraft argumenta que a diferença de natureza que os homens viam nas mulheres era consequência da negligência com a educação feminina e, portanto, algo alheio a condição feminina. Para que as mulheres pudessem exercer seus papeis sociais perfeitamente, elas deveriam ser racionais e, por isso, a educação feminina era uma necessidade da sociedade de forma geral e não das mulheres em especial. A necessidade das mulheres terem educação de qualidade era uma questão social, argumentava Wollstonecraft, pois somente com elas podendo refletir sobre suas decisões e tendo conhecimentos que poderiam ter autonomia e não depender mais dos homens da família, já que não havia possibilidades de trabalhos que fossem respeitáveis para elas. Wollstonecraft propunha que as mulheres eram seres completos e possuíam razão, mas que elas deveriam ter direitos educacionais iguais aos dos homens
“Se dispensarmos essas teorias ilusórias e considerarmos a mulher como um todo, da maneira como deve ser, e não como parte do homem, a pergunta seria se ela possuiria razão ou não. Em caso afirmativo, o que por ora admitirei, ela não foi criada meramente para ser o consolo do homem, e o caráter sexual não deveria destruir o caráter humano”. 
As mulheres eram cobradas pela sociedade para serem boas mães e esposas, respeitáveis, virtuosas e que seguissem a moral. Porém, para Wollstonecraft  a ideia de moralidade não existia sem uma boa e efetiva educação, que permita a autonomia do pensamento. O papel social de progenitora também era visto com importância no século XVIII porque a mãe formaria cidadãos aptos e servidores da nação. Nesse sentido, a mulher “deveria dar o máximo de si na tarefa de gerar e criar os filhos, pois só assim conseguiria cumprir o seu papel de cidadã. Portanto, não bastava gerar filhos, era preciso ser educadora e dirigente moral da sociedade". Quanto a essa questão, Wollstonecraft parece considerar o mesmo, porém com o acréscimo de que para que essa função feminina fosse perfeitamente realizada, a educação feminina deveria ser levada com seriedade: 

"A humanidade parece concordar que as crianças deveriam ser deixadas sob os cuidados das mulheres durante a infância. Agora, por todas as observações que pude fazer, as mulheres de sensibilidade são as menos adequadas para essa tarefa, porque elas infalivelmente se deixarão levar por seus sentimentos e estragarão o temperamento da criança". 

## Educação feminina no Brasil
Em algumas regiões do Brasil, historicamente, a educação das mulheres concentrava-se em prepará-las para a vida doméstica. Isto significava que a maioria das mulheres não tinha acesso à escolaridade formal. No entanto, com o tempo, as mulheres começaram a defender maiores oportunidades educacionais. No Brasil a primeira lei que garante o ensino para as mulheres, foi criada durante o periodo Impérial e data de 15 de Outubro de 1827, o que contraria a ideia equivocada de que a educação das mulheres seria uma conquista feminista, pois esta lei foi criada mais de um século antes do movimento feminista surgir, fruto dos anseios da sociedade brasileira e promulgada pelo imperador Dom Pedro I, ela garantia a criação de escolas de primeiras letras em todo o império, alem da criação de escolas para meninas, garantia que também as mulheres deveriam ser professoras para ensinar nessas escolas, assim como os homens, essas professoras segundo o artigo 13º dessa mesma lei, ganhariam o mesmo salario  e as mesmas gratificações que os professores homens. sendo necessário ressaltar que ela também foi a primeira lei genuinamente brasileira que garantia o ensino para os meninos, antes disso a educação tanto dos meninos quanto das meninas se dava por meio de professores(as) ou tutores particulares contratados pelos pais para dar aulas para seus filhos e filhas, ou suas famílias os enviavam para serem educados na Europa, algo que era mais comum entre a elite, estes professores(as) recebiam respectivamente os títulos de mestre  ou mestra de meninos ou de meninas. 

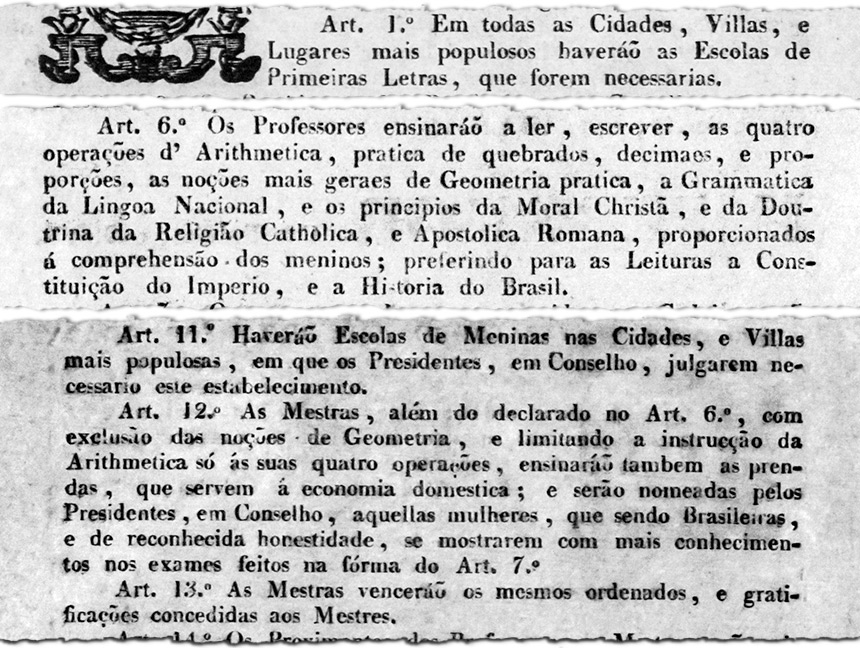
Trechos da lei de 1827 sobre o currículo escolar para meninas

Mesmo com a lei permitindo o acesso para mulheres às escolas, ela também diferenciava os conteúdos curriculares de acordo com o gênero, assim como limitava a divisão do público, separando entre escolas femininas e escolas masculinas. Nas escolas femininas, os conteúdos eram voltados para atividades domésticas e não era permitido o mesmo aprofundamento que era dado nas escolas masculinas nos demais conteúdos, como trouxe como emenda em 1827 o senador Marques de Caravellas: "Salva a redação - quanto à Aritmética somente as quatro operações, e não se ensinarão as noções de geometria prática" (ANNAES, 1876, p. 264).
Ainda durante o século XIX, o império, concedeu as mulheres o direito de se matricular nos cursos superiores, através do decreto de lei nº 7.247 de 19 de abril de 1879. Mesmo antes disso não havia nenhuma lei proibindo que as mulheres fizessem faculdade, lembrando que haviam poucos lugares que ofereciam ensino superior no pais sendo eles em Pernambuco, São Paulo, Minas Gerias, Bahia e Rio de Janeiro. Entretanto, as dificuldades para este público alcançar o Ensino Superior eram impostas antes mesmo que tentassem, já que não tinham conteúdo adequado para o ingresso comparado aos seus concorrentes do gênero masculino e precisavam de autorizações de seus esposos ou pai, entre outras documentações, para cursar. Além disso, são poucos os locais que as admitiam como estudantes apenas por serem mulheres, como é o caso da Academia Imperial de Belas Artes, que, só veio a aceitar a entrada de mulheres em 1893, já como Escola Nacional de Belas Artes. 
Mesmo com a lei tornando obrigatória a matricula de meninos e meninas no ensino primário, como pode ser visto abaixo, a educação só era alcançada pela elite. Além disso, os colégios femininos eram conhecidos como locais de socialização, construção da "dama da sociedade" e festas sociais e, inicialmente, eram poucas as escolas que se dedicavam ao seu real propósito: o ensino.
Art. 2º Até se mostrarem habilitados em todas as disciplinas que constituem o programma das escolas primarias do 1º gráo, são obrigados a frequental-as, no municipio da Còrte, os individuos de um e outro sexo, de 7 a 14 annos de idade.